# Курильский бобтейл

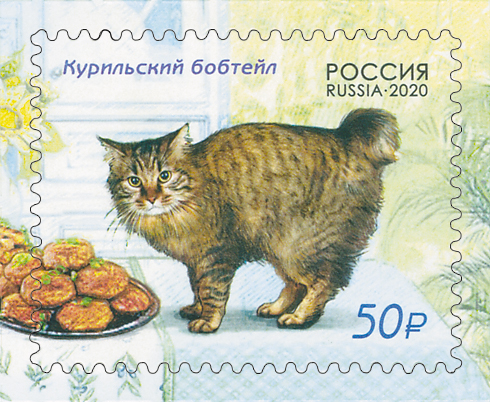
Курильский бобтейл на почтовой марке России 2020 года из серии «Фауна России:кошки».

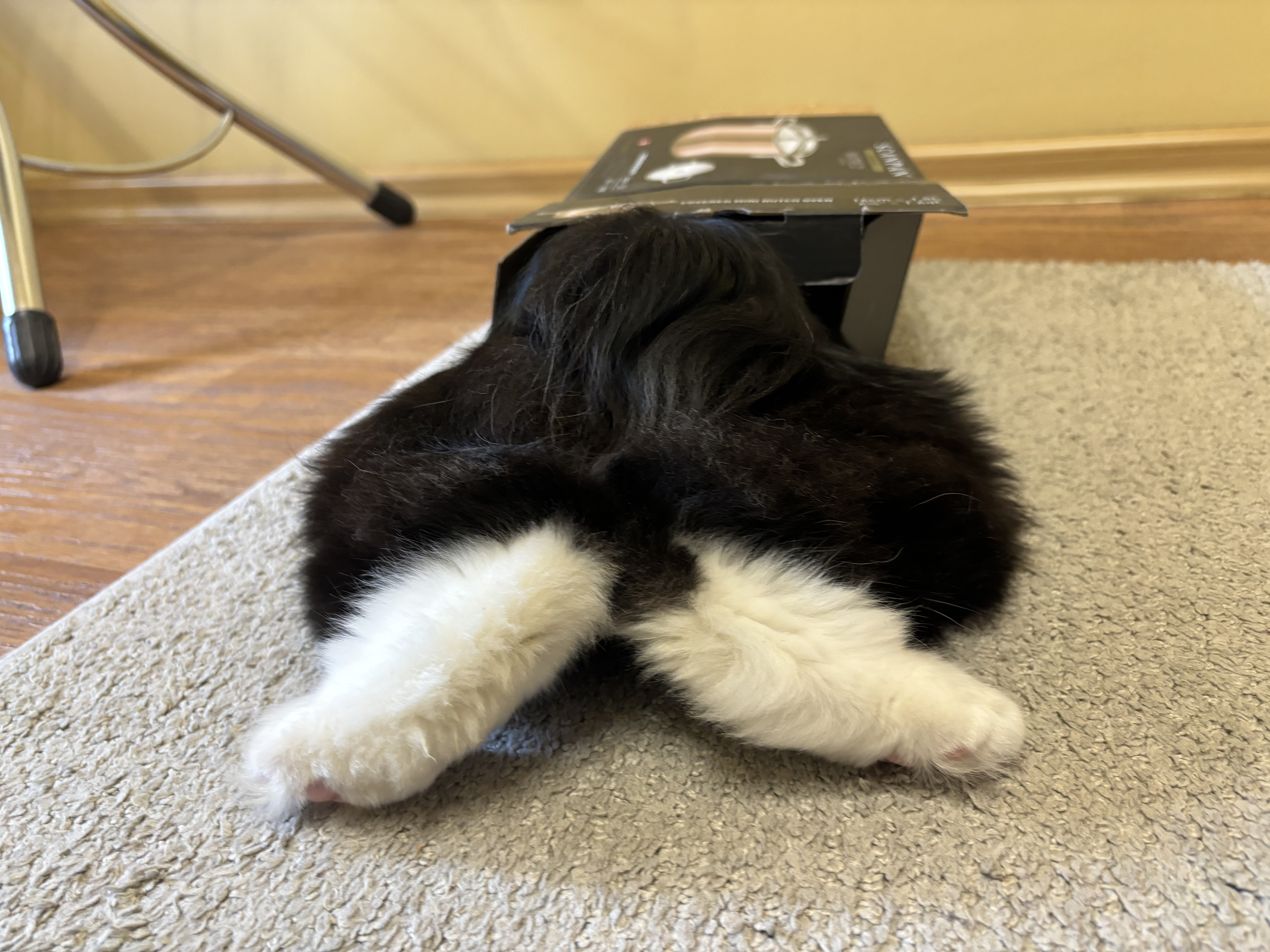
Хвост у полудлинношерстного курильского бобтейла

Курильский бобтейл — аборигенная порода короткохвостой кошки родом с Курильских островов.

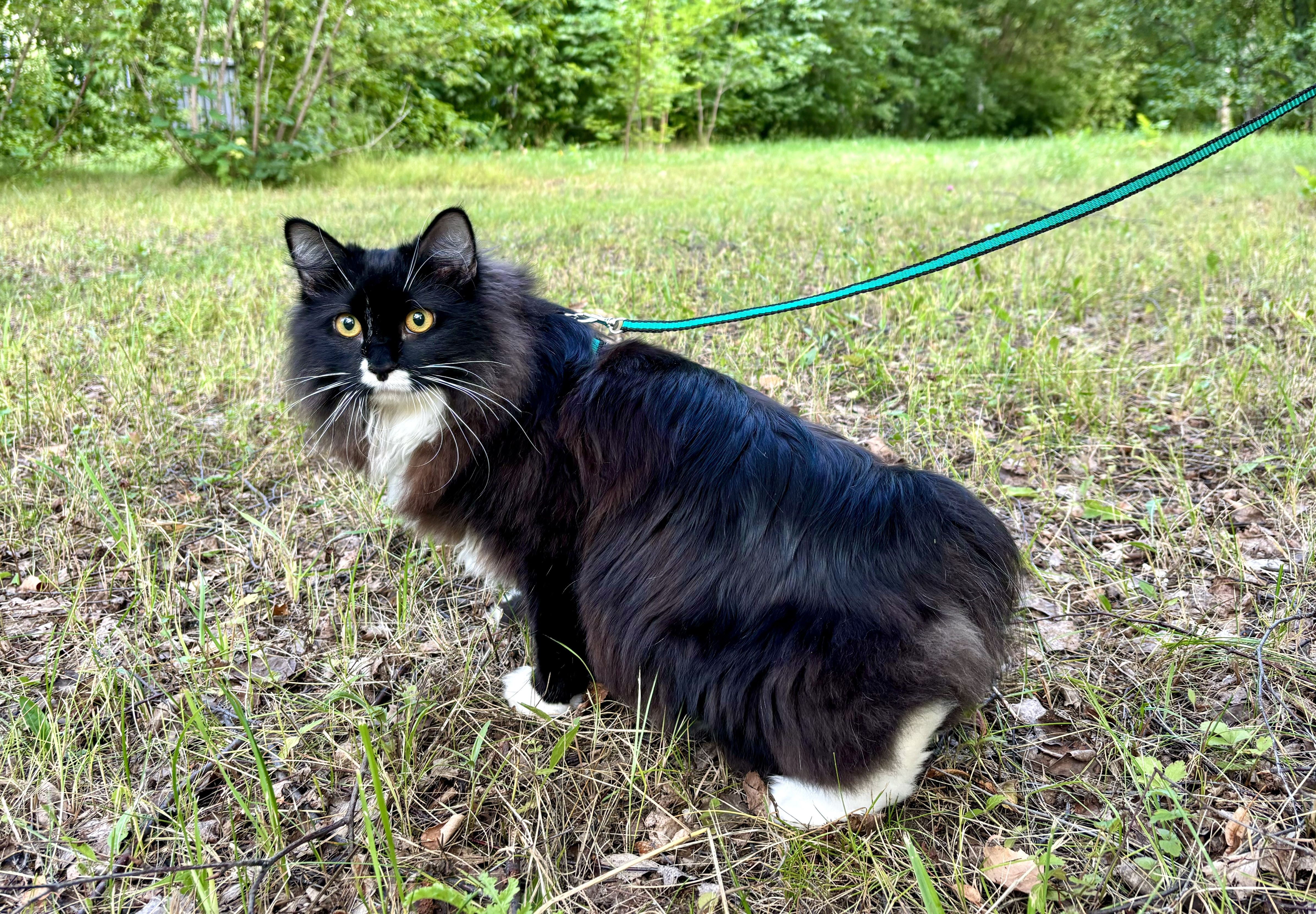
Внешность чёрно - белого полудлинношерстного курильского бобтейла

## История породы
Родиной этой породы являются самые крупные из Курильских островов: Кунашир, Итуруп, Парамушир, откуда в конце XX века курильский бобтейл был завезён на материк.
Считается, что основной версией происхождения породы является метисация кошек породы японский бобтейл с завезенными русскими переселенцами на Курильские острова кошками сибирской породы.
Первым шагом в развитии породы, уже получившей рабочее название «Курильский бобтейл», стало создание предварительного стандарта в Советской Фелинологической Федерации (СФФ). Уже по результатам первых вязок стало видно, что тип курильских кошек и короткий хвост наследуется стабильно, «хвост-помпон» не связан ни с какими вредными для здоровья кошек аномалиями. 21-го октября 1991 года СФФ приняло первый стандарт курильских бобтейлов.
На семинаре экспертов-фелинологов 4 декабря 1994 года Россия предложила доработать стандарт СФФ по аборигенным породам и подготовить материалы для утверждения новой породы WCF (World Cat Federation).
По состоянию на 9 июня 2009 года WCF и FIFe признают две породы курильского бобтейла: полудлинношёрстную и короткошёрстную, как и TICA, но при этом они не имеют возможности получить статус чемпиона на выставках.

## Описание породы

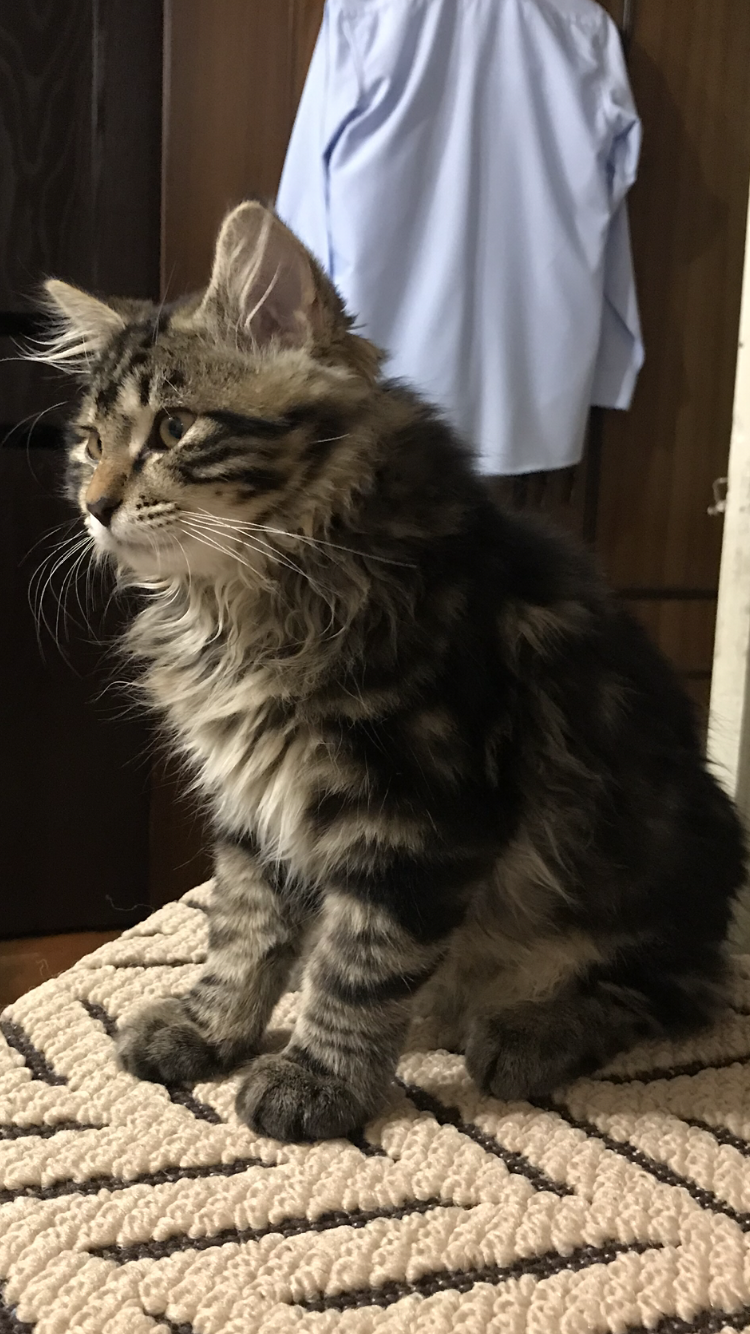

Курильский бобтейл — короткохвостые, с «хвостом-помпоном», кошки. Не боятся воды и низких температур, отличные рыболовы. Очень активны и игривы. Настоящие охотники, крысоловы. Из-за отсутствия нормального хвоста их тело сбалансировано увеличенными задними ногами. Они длиннее передних ног и мощнее, чем у кошек других пород, что позволяет курильским бобтейлам совершать длинные, высокие прыжки.
Очень независимы, при необходимости агрессивны, сообразительны, проявляют привычки собак — бегают за игрушкой, приносят её. Преданы своим хозяевам, как правило, выбирают одного-двух, любят путешествовать с хозяином.

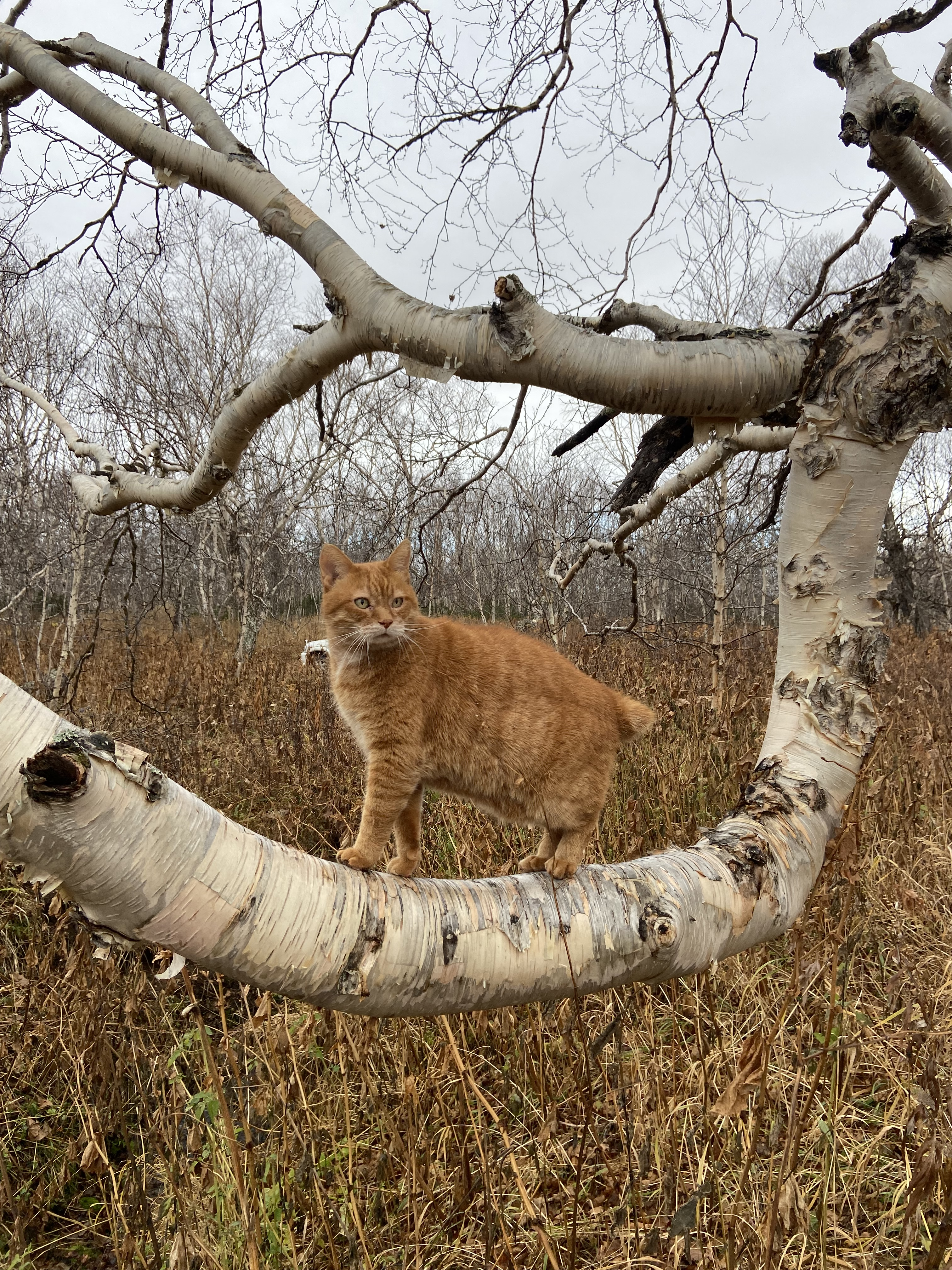

Аборигенные бобтейлы на Курильских островах — это полудлинношёрстные кошки дикого окраса (n22), умело забираются и спускаются на деревья, гуляют на улице даже в зимний период. 

### Строение хвоста курильского бобтейла
Длина хвоста свободно варьируется от кошки к кошке. Обычно длина его составляет от двух до восьми деформированных позвонков. Форма хвоста индивидуальна.

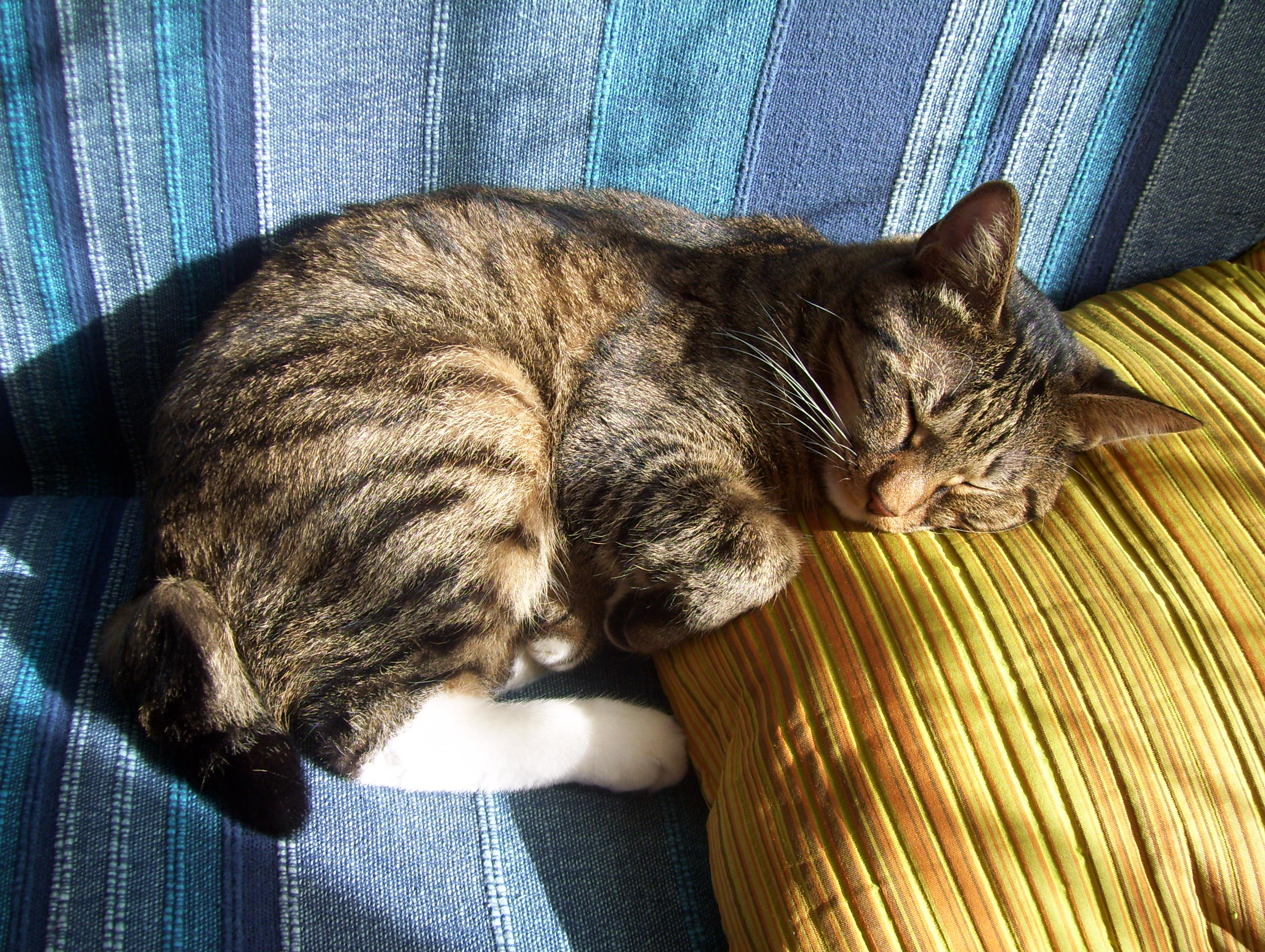
Курильский Бобтейл

## Стандарт породы по WCF
Стандарт породы признает две вариации курильских бобтейлов:
- Короткошёрстные (KBS) — шерсть короткая, прилегающая, с развитым покровным волосом, плотной остью и умеренно развитым подшерстком.
- Полудлинношёрстные (KBL) — слабо развитый покровный волос, обильный остевой и остепокровный волос и плотный подшерсток. Желательно полное развитие «воротника», «штанишек» и кисточек на ушах.

Тело компактное, мускулистое, со слегка дугообразной спиной и приподнятым крупом. Конечности крепкие, задние ноги длиннее передних, лапы круглые. Хвост должен иметь заломы и изгибы, один или несколько узлов в различных сочетаниях. Длина без учёта шёрстного покрова от 3 до 8 см. Шерсть на хвосте длиннее, чем на остальных частях тела, и образует помпон.

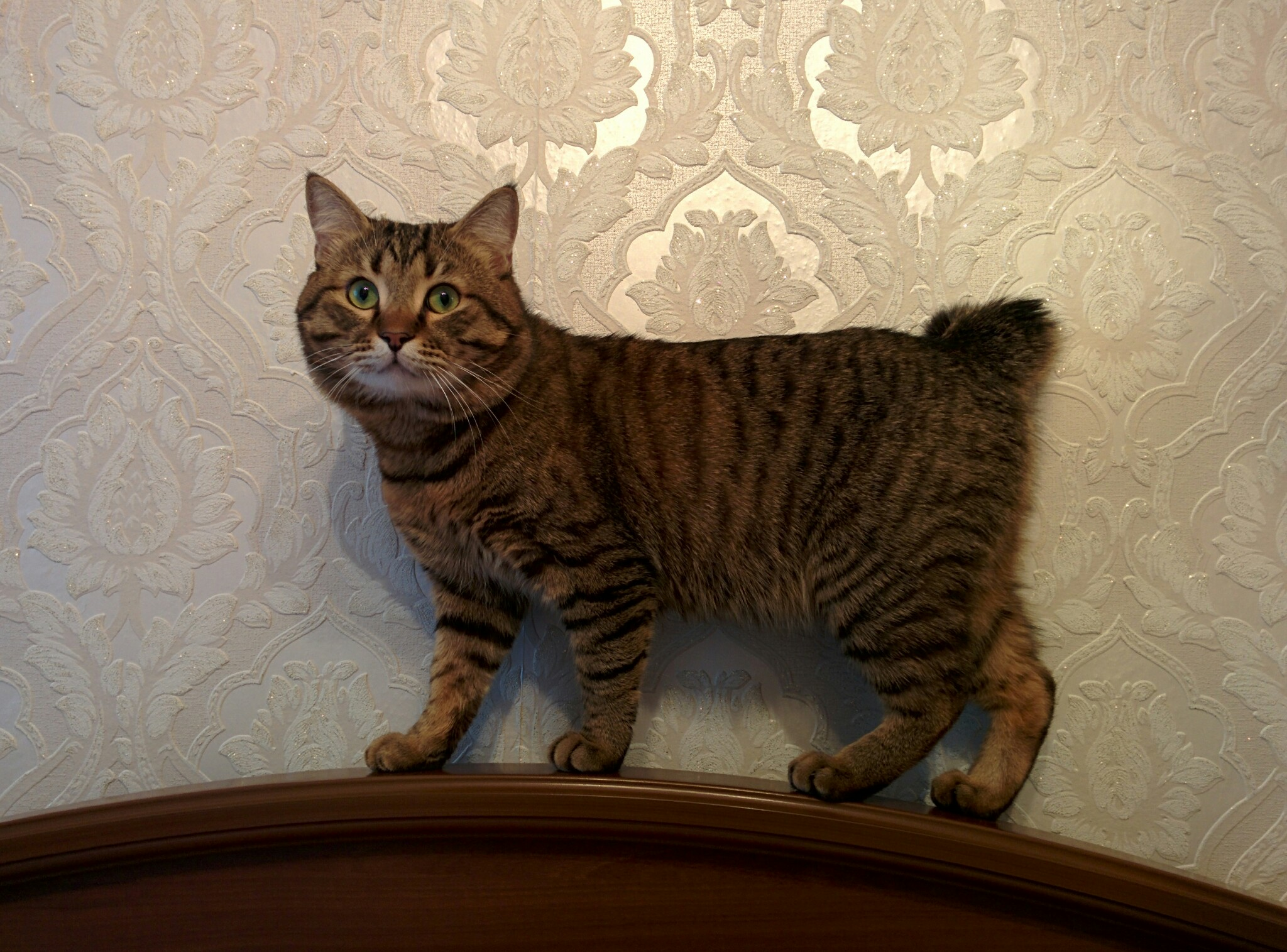
Курильский бобтейл с короткой шерстью

Голова крупная, трапециевидной формы, с плавными контурами. Профиль с небольшим переходом. Скулы широкие, морда средней длины, довольно широкая, плавных очертаний. Подбородок хорошо развит.
Уши средней величины, широкие и открытые у основания, довольно высоко поставлены, слегка наклонены вперед. Расстояние между ушами примерно равно ширине уха. Кончики закруглены.
Глаза округлые, поставлены широко и под небольшим углом. Цвет глаз должен гармонировать с окрасом шерсти.
Шерсть короткая, с хорошо развитым остевым волосом и слабо выраженным подшерстком.
Окрасы: не признаются окрасы в любых комбинациях шоколадный, лиловый, циннамон, фавн (в том числе тэбби, биколор, триколор), а также акромеланические (колорпойнт) окрасы. Все другие окрасы признаны.
Считающиеся недостатками признаки: хвост от 8 до 12 см или короче 3 см. Эффект отодвинутого бобтейла; только один хвостовой позвонок; слишком сильно изогнутая спина.
Признаки, по которым животное подлежит дисквалификации: отсутствие хвоста, короткий прямой хвост, длина хвоста более 12 см.
Примечание: запрещены скрещивания с другими породами. В классе новичков требуется подтверждение импорта с Курильских островов.

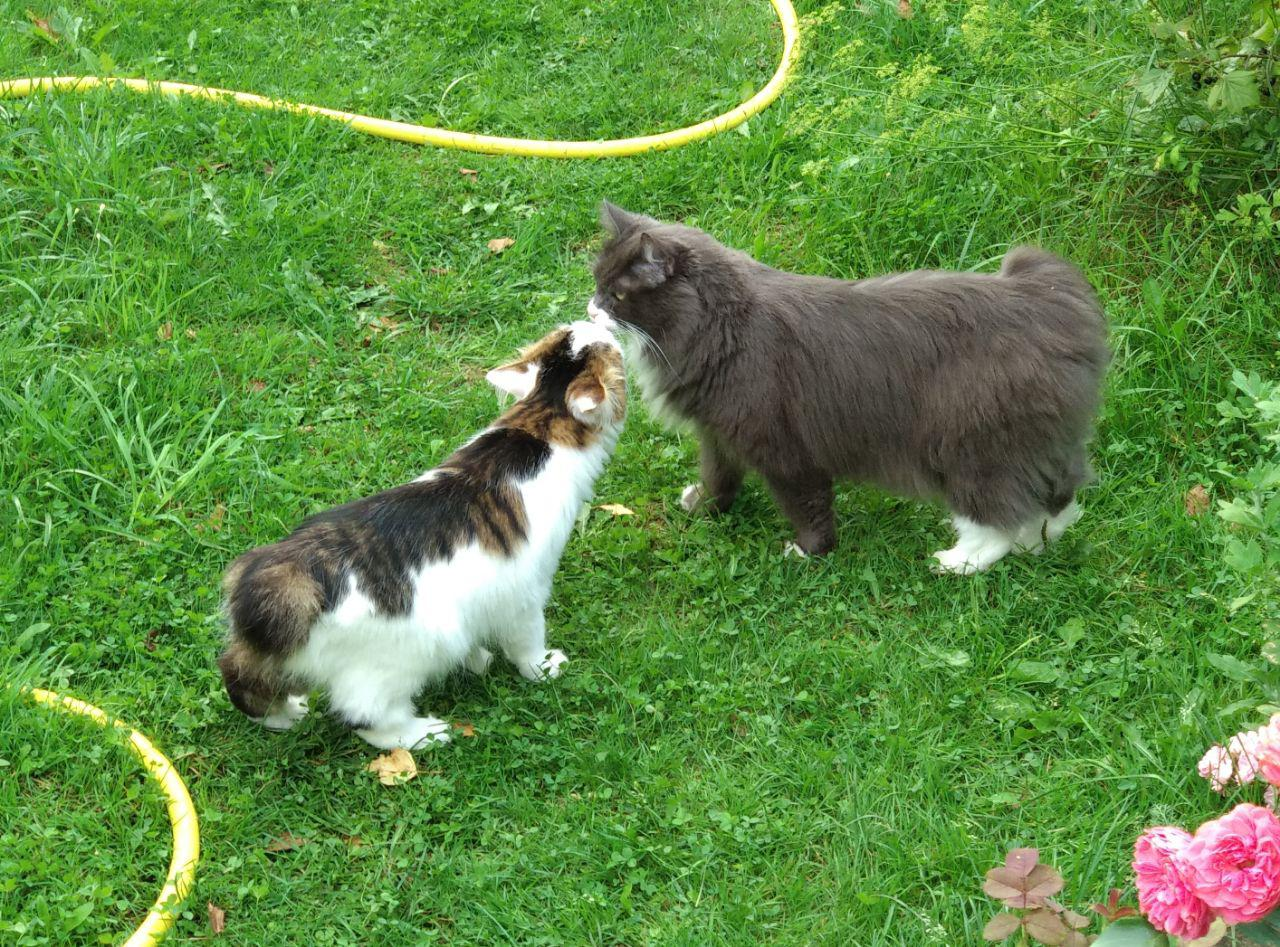
Курильские бобтейлы
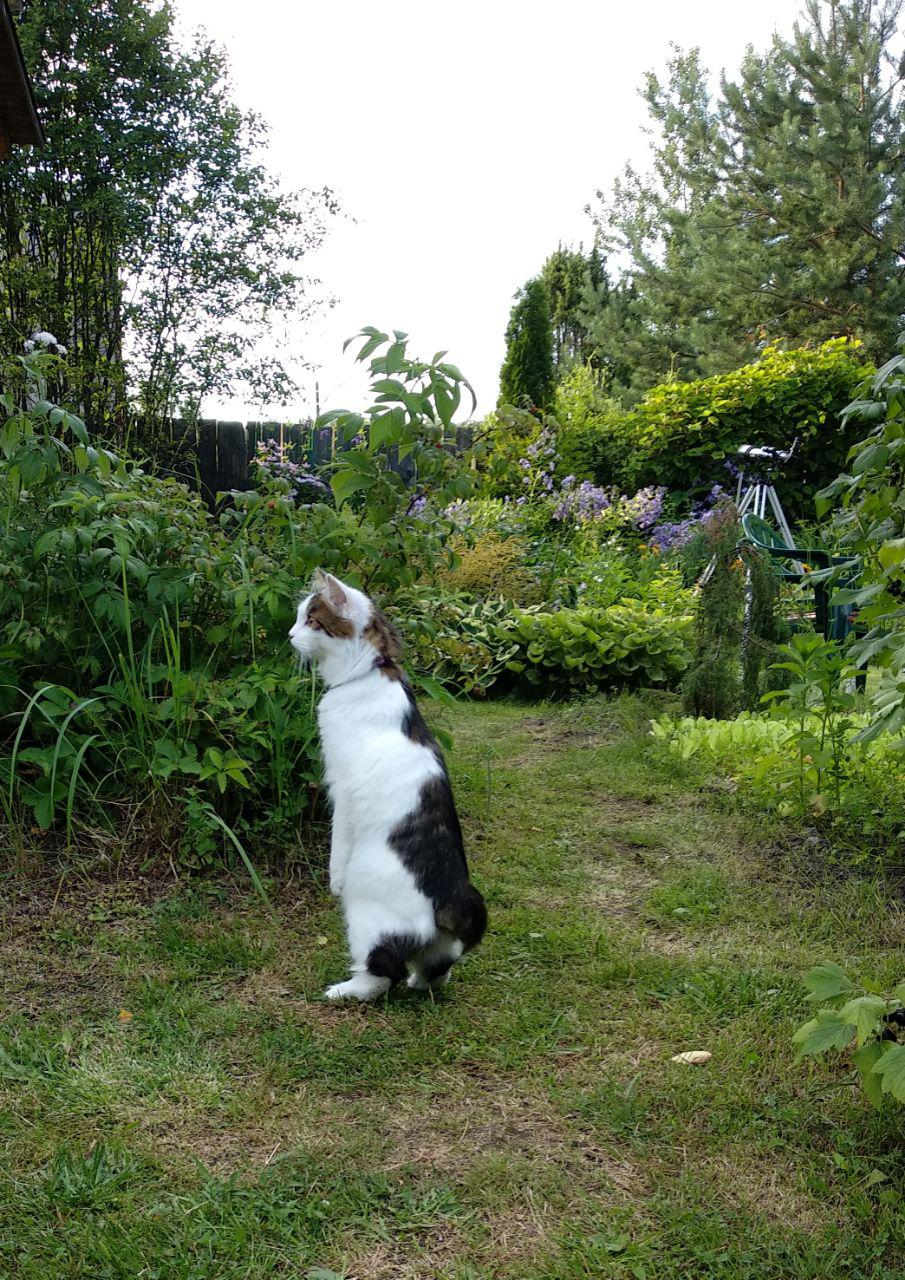
Курильский бобтейл
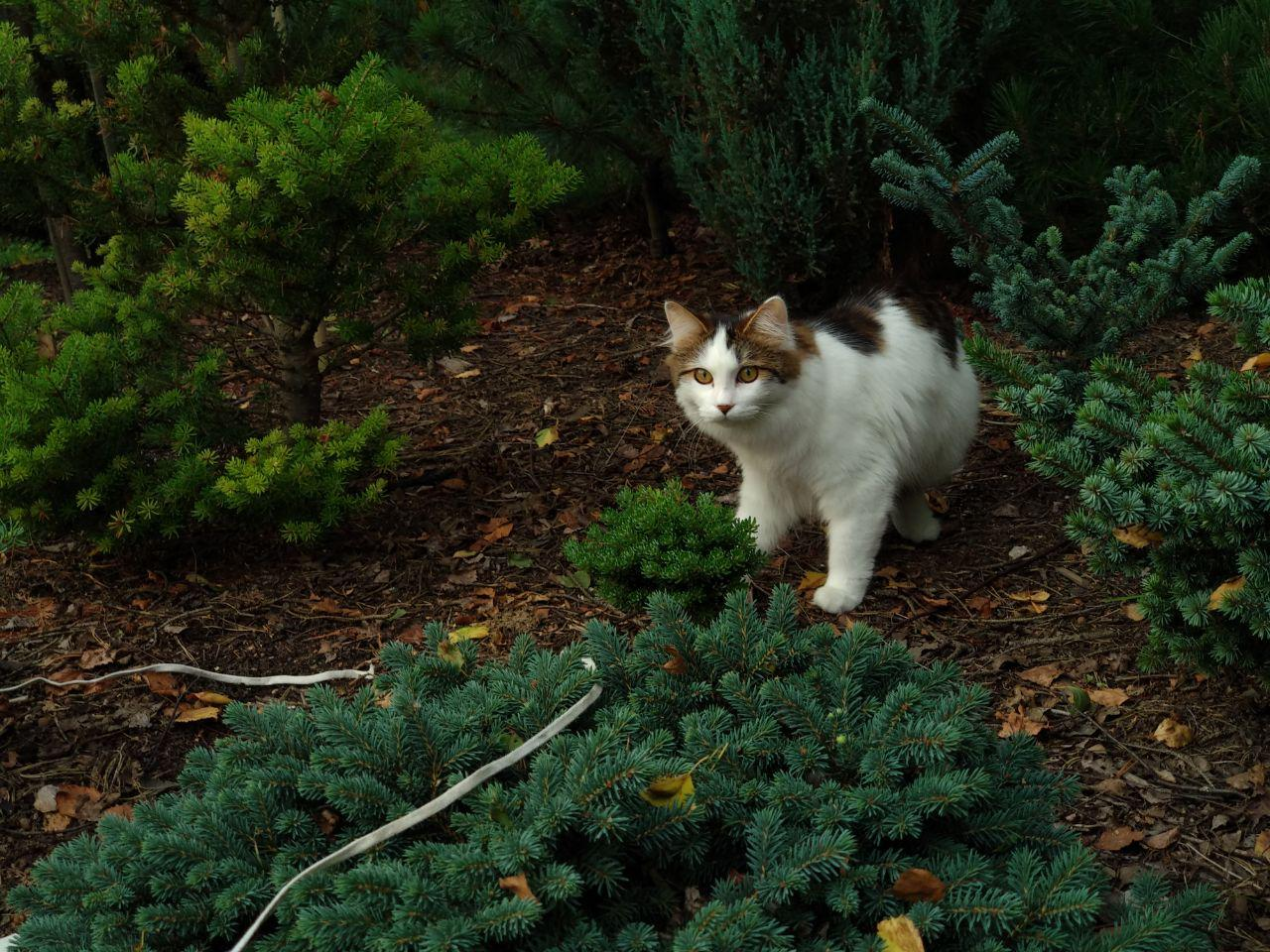
Курильский бобтейл
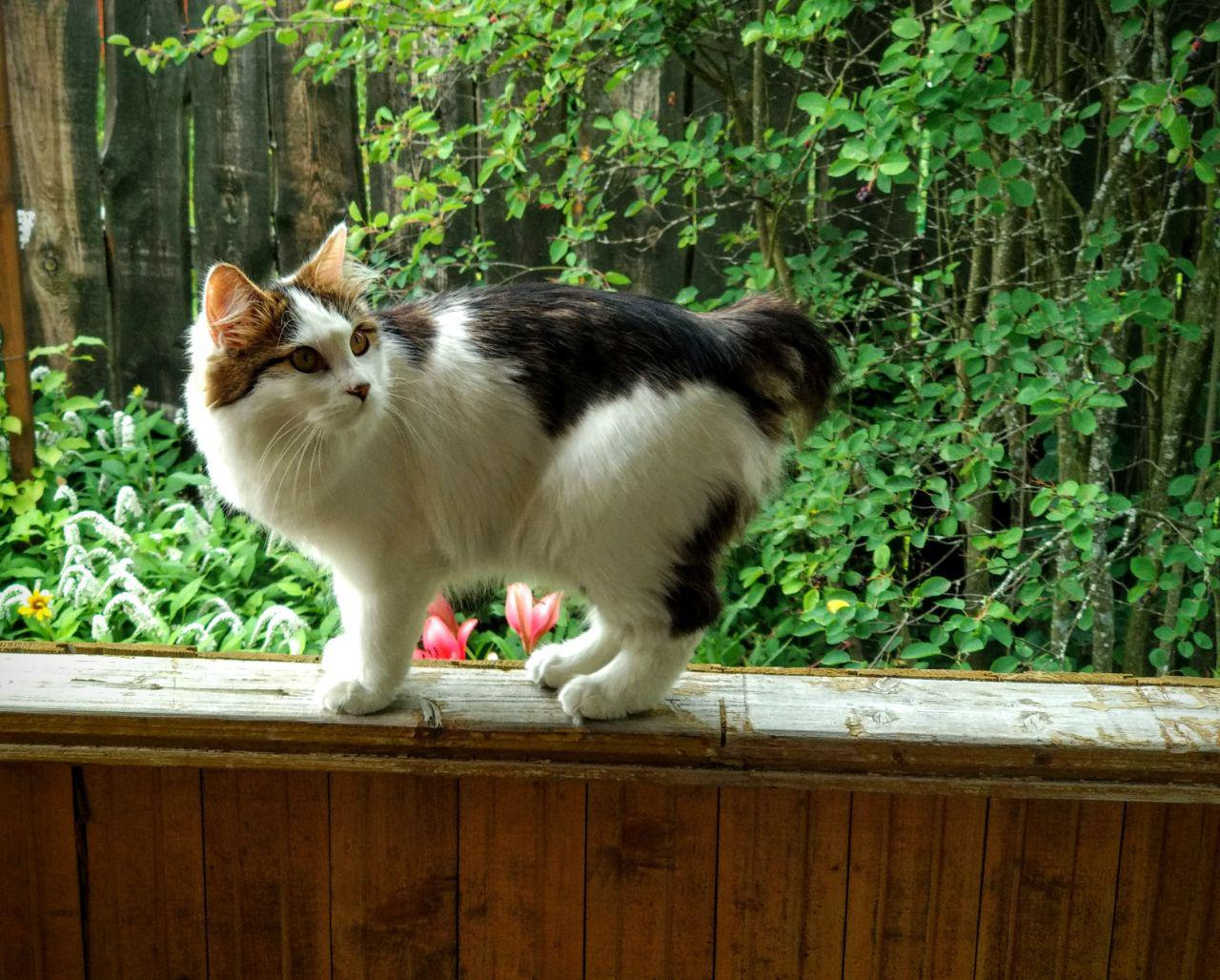
Курильский бобтейл